# Белин (Владимирский район)
Бе́лин (укр. Білин) — село в Овадновской сельской общине Владимирского района Волынской области Украины.
Население по переписи 2001 года составляет 437 человек. Почтовый индекс — 44713. Телефонный код — 3342. Занимает площадь 1,685 км².